# Leila Barros
Leila Gomes de Barros (Brasilia, 30 settembre 1971) è un'ex pallavolista ed ex giocatrice di beach volley brasiliana.

## Palmarès

### Olimpiadi
- 2 medaglie:
  - 2 bronzi[1] (Atlanta 1996; Sydney 2000)